# Немцов, Иван
Иван Немцов (1665—1747) — русский кораблестроитель петровского времени, галерный мастер, строитель первых судов русского флота, корабельный подмастерье при Петре I, создал отечественную методику проектирования и строительства типовых галер отечественного флота.

## Биография
Иван Немцов родился около 1665 года. Происходил из северодвинских крестьян. Вместе со своим братом Ильёй с малых лет работал на постройке различных поморских судов и уже в конце XVII века он славился на Севере как искусный строитель ботов и иных мореходных промысловых судов. Зимой 1696 года архангельский воевода Ф. М. Апраксин направил Ивана Немцова вместе с братом в Воронежское адмиралтейство на строительство галер для второго Азовского похода Петра I. Государь Пётр I назначил Ивана Немцова солдатом первого капральства бомбардирской роты Преображенского полка.
В январе 1702 года Немцов был направлен на Соломбальскую верфь в Архангельск, где совместно с другими бомбардирами Преображенского полка Г. А. Меншиковым, Ф. П. Пальчиковым, Л. А. Верещагиным участвовал в строительстве двух 12-пушечных малых фрегатов «Святой дух» и «Курьер», которые 24 мая 1702 года были спущены на воду в присутствии Петра I.

### Корабельный подмастерье
С организацией в 1703 году Олонецкой верфи в Лодейном Поле обоих братьев Немцовых по указу Ф. М. Апраксина направили туда в помощь голландским мастерам: Ивана в качестве корабельного подмастерья, а Илью как корабельного ученика. С апреля 1703 года Иван Немцов участвовал в строительстве первого линейного судна Балтийского флота 28-пушечного фрегата «Штандарт» (строитель Геренс Выбе). Корабль был спущен на воду 22 августа 1703 года.

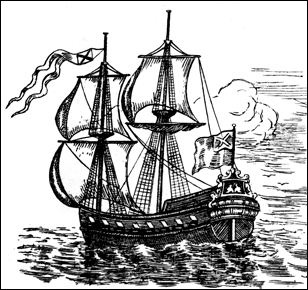
Шнява «Мункер». Гравюра Питера Пикарта

29 августа 1703 года на Олонецкой верфи Пётр I, под именем корабельного мастера Петра Михайлова, лично заложил и начал строить 14-пушечную шняву «Мункер» («Сердце моё»), в помощники себе он взял Ивана Немцова, который достраивал судно. Одновременно на верфи по этому же проекту строили ещё четыре судна «Святой Иоаким», «Дегас», «Ямбург» и «Капорье» голландские мастера. Шнява, построенная Немцовым, оказалась более удачной и быстроходной, о чём неоднократно отмечал вице-адмирал К. И. Крюйс и сам Пётр I. Шнява «Мункер» была спущена 24 сентября 1704 года, на ней царь часто держал свой флаг в ходе боевых действий в Северной войне 1700—1721 годов. Осенью 1704 года Пётр заложил по собственному чертежу 32-пушечный фрегат «Олифант», который строил вместе с В. Геренсом и И. Немцовым. В 1703—1705 годах на Олонецкой верфи под руководством иностранных мастеров Немцов строил 14-пушечные шнявы «Дегас» («Заяц») и «Фалк» («Сокол»). Иностранные мастера менялись часто, за два года сменилось шесть человек, и фактически построил эти шнявы сам Немцов.
В 1705 году Иван Немцов был вновь направлен в Воронеж, помощником к корабельным мастерам Петру Михайлову и Федосею Скляеву в строительстве 80-пушечного линейного корабля «Старый орёл» («Оутадлер») и 50-пушечного «Ластка» («Шваль»). В 1706 году Немцов самостоятельно построил по чертежам Петра I две яхты, в 1707 году 12-пушечную тартану. В том же году выезжал вместе с корабельным мастером О. Наем и корабельным подмастерьем Гендриком Янсаном в Тавров, где они отбирали и готовили лес на корабельный набор для двух линейных кораблей. В 1708 году Немцов строил три 4-пушечные бригантины. После спуска в 1709 году кораблей «Старый орёл» и «Ластка» был оставлен при них хранителем. В 1710 году построил камели под «Ластку» для перевода корабля к Азову.
В 1710 году на Тавровской верфи Немцов спустил на воду и вооружил две 14-пушечные шнявы «Дегас» и «Фалк», которые сразу же включили в состав Азовской флотилии. В 1712 году завершил постройку трёх 4-пушечных бригантин и 20 большегрузных ботов. В 1713 году Немцов руководил работами по тимберовке линейного корабля «Старый орёл» и строил для разных грузовых операций 40 транспортных гребных судов. В 1714 году Немцов достроил 28-пушечный фрегат и 48-пушечный корабль, начатые корабельным мастером Р. Козенцем, и отремонтировал переведённые в Тавров корабли азовской флотилии.

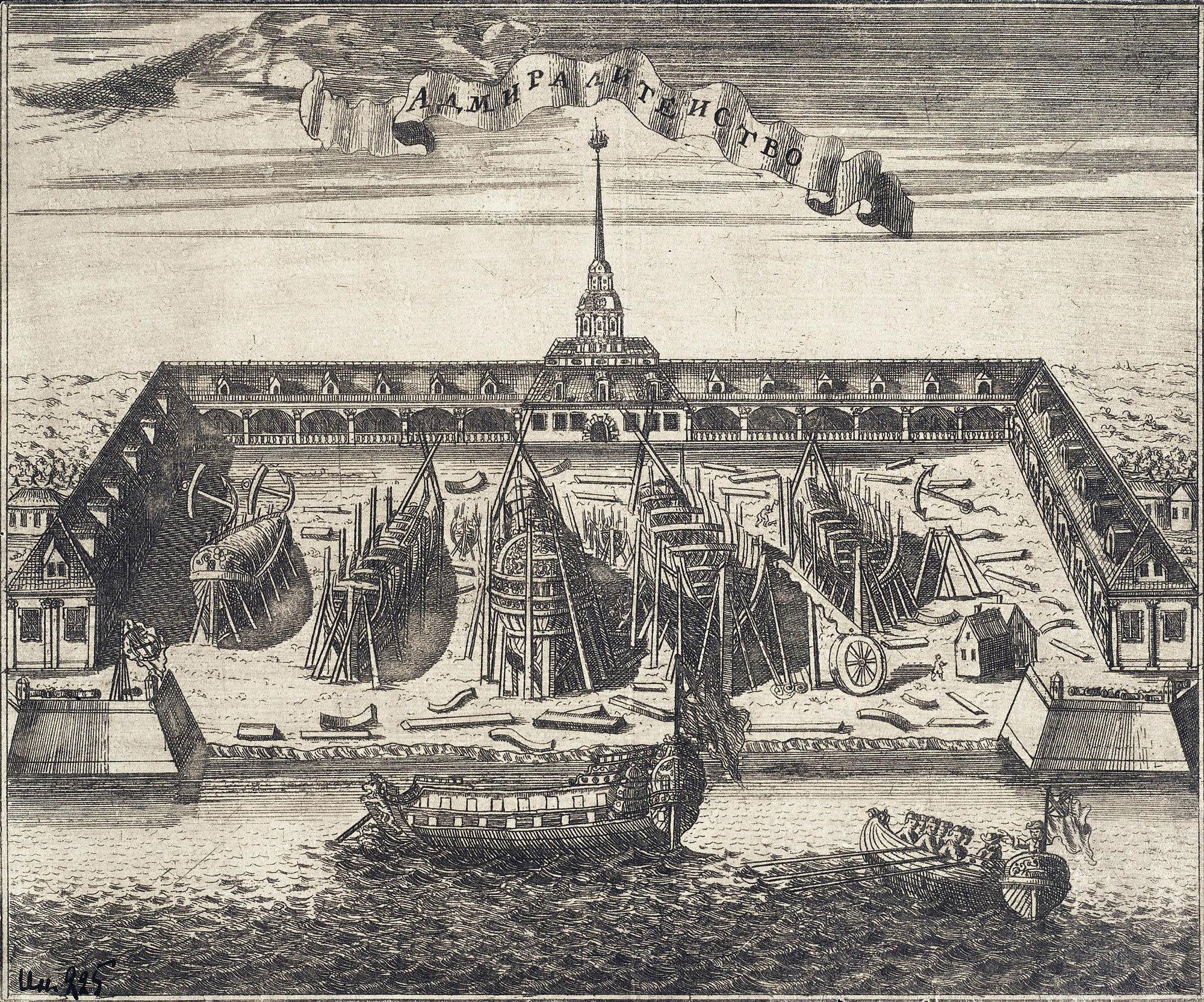
Главное Адмиралтейство на гравюре 1716 года

7 ноября 1714 года Пётр заложил на стапеле Санкт-Петербургского Адмиралтейства спроектированный им же первый в Российском флоте 90-пушечный линейный корабль «Лесное» (спущен на воду 29 июля 1718 года). В помощники, как и прежде, он вместе с другими корабелами определил своего корабельного подмастерья Ивана Немцова, которого вызвал из Таврова. С 1716 года Немцов параллельно выполнял ряд корпусных работ на строительстве 90-пушечного корабля «Фридрихштадт», строившемся рядом на верфи под руководством английского мастера Р. Броуна.
В 1717 году Немцов был командирован в Пустозерский уезд для осмотра и описи корабельных лесов. В 1718 году вновь был направлен на Олонецкую верфь, где самостоятельно построил два подъёмных судна, два ватершипа (судно для перевозки воды) и несколько флейт и галиотов вместе с корабелом украинского происхождения Василием Шпаком. В 1718—1719 годах в Санкт-Петербургском адмиралтействе Немцов построил два 12-пушечных гукора «Ватер-Фалк» («Водяной сокол») и «Первый капер», которые предназначались для перевозки грузов по озёрам и рекам.

### Галерный мастер
14 января 1720 года Немцов был послан в Ревель для ремонта кораблей, участвовавших в Гренгамском сражении. После возвращения из Ревеля Немцов, по поручению Петра, разработал на базе французской, венецианской и турецкой галерных школ свою отечественную методику проектирования типовых 22, 20 и 16-баночных галер. В 1721 году указом Петра Немцову было велено делать галеры на «французский манер», как конные, так и военные, для пополнения галерной эскадры Балтийского флота. В этом же году Немцов построил на Галерном дворе две 19-баночные галеры «Тосна» и «Славянка», одну 20-баночную «Ижора», две 22-баночные «Волга» и «Проня».
22 февраля 1722 года Немцов был вызван в Москву, где получил указание о спешном строительстве в Нижнем Новгороде судов для «низовой экспедиции» — Персидского похода. К маю следующего года он подготовил 42 ластовых судна, 20 из которых построил сам, а к весне 1723 года спустил на воду и вооружил ещё 8 «новоманерных» судов — гекботов.
С 1723 по 1724 годы Немцов работал на Олонецкой верфи. Вместе с В. Шпаком строил два эверса (одномачтовые парусные суда), а также романовки, шхерботы, флейты и галеты (двухпарусное судно). В 1724 году Немцов вернулся в Петербург и был назначен заведовать Галерным двором. 20 декабря 1726 года пожалован в ранг поручика. 7 августа 1727 года командирован в Ревель для починки кораблей и ластовых судов.
В 1734 году построил 16 баночную галеру «Форель» по французскому образцу. При постройке парусно-гребных судов Немцов вносил и собственную корабельную выдумку. Он построил по своему проекту плоскодонную галеру специально для использования в мелководных районах финских шхер. С 1738 по 1747 годы И. Немцов работал в Санкт-Петербургском адмиралтействе на Галерной верфи в качестве галерного мастера, где им было построено в общей сложности более 30 галер разных типов: 16-баночные — «Непобедимая», «Морская лошадь», «Бодрая»; 20-баночные — «Орел», «Удалая», «Св. Николай»; 22-баночные — «Страус», «Дракон», «Ильмень», «Осетр» и другие. 
Умер Иван Немцов в 1747 году в Санкт-Петербурге.